# 정민시 선생 묘 및 신도비
정민시 선생 묘 및 신도비는 대한민국 경기도 양주시 산북동에 있다. 1986년 4월 15일 양주시의 향토유적 제3호로 지정되었다.